# Sabella nuda
Sabella nuda är en ringmaskart som beskrevs av Wagner 1832. Sabella nuda ingår i släktet Sabella och familjen Sabellidae. Inga underarter finns listade i Catalogue of Life.